# Берон, Аба Исаакович
Аба Исаакович Беро́н — советский горный инженер, учёный-углефизик.

## Биография
С 1944 года инженер Гипроуглемаша МУП восточных районов СССР. В сентябре 1945 года сотрудниками института под руководством А. И. Берона совместно с Новокраматорским машиностроительным заводом в течение 14 суток была разработана техническая документация для изготовления первой уникальной отечественной подъемной машины с диаметром шкива 7,2 м, в последующие 45 суток был изготовлен первый образец машины.
В 1950-х годах научный сотрудник ВУГИ.
В 1959 — 1980-х годах ст. н. с. ИГДАН имени А. А. Скочинского.
Кандидатская диссертация: Разрушение угля исполнительными органами резцового типа в режиме крупного скола / Гор. инж. А. И. Берон ; М-во угольной пром-сти СССР. Всесоюз. науч.-исслед. угольный ин-т. — Москва : [б. и.], 1956. — 26 с. : схем.; 20 см.
Докторская диссертация: Основные закономерности разрушения углей исполнительными органами добычных машин [Текст] : Автореферат дис., представл. на соискание учен. степени доктора техн. наук / Ин-т горного дела им. А. А. Скочинского. — Москва : [б. и.], 1963. — 52 с. : черт.; 21 см.
Публикации:
- Берон А. И., Казанский А. С. и др. Резание угля. М.: Госгортех издат, 1962. 440 с.
- Свойства горных пород при разных видах и режимах нагружения [Текст] / А. И. Берон [и др.]; под ред. А. И. Берона. — М. : Недра, 1983. — 277 с. : граф., табл. — Библиогр.: с. 238—239 (42 назв.).
- Усталость горных пород / М. П. Мохначев; [отв. ред. А. И. Берон] ; Акад. наук СССР, М-во угол. пром-сти СССР, Ин-т горн. дела им. А. А. Скочинского. — Москва : Наука, 1979. — 150, [1] с. : рис.
- Разрушение горных пород механическими способами / Л. И. Барон, А. И. Берон и др. — М.: Изд-во «Наука», 1966. — 278 с.
- Исследования прочности и деформируемости горных пород / Отв. ред. А. И. Берон.-М: Наука,1973.-207 c.

## Награды и премии
- Сталинская премия третьей степени (1947) — за усовершенствование электроподъёмных машин для глубоких шахт Донбасса